# Aeroportul Lugh Ganane
Aeroportul Lugh Ganane (IATA: LGX, ICAO: HCMJ) este un aeroport din Somalia ce deservește zona Luuq.
Situat la o altitudine de 151 m, aeroportul dispune de o singură pistă.